# Tapio Levo
Tapio Levo (* 24. September 1955 in Pori) ist ein ehemaliger finnischer Eishockeyspieler, der in seiner aktiven Zeit von 1972 bis 1993 unter anderem für die Colorado Rockies und New Jersey Devils in der National Hockey League gespielt hat.  

## Karriere
Tapio Levo begann seine Karriere als Eishockeyspieler in seiner Heimatstadt im Nachwuchsbereich von Ässät Pori, für dessen Profimannschaft er von 1972 bis 1981, zunächst in der SM-sarja und ab 1975 in deren Nachfolgeliga SM-liiga, aktiv war. Mit Pori gewann der Verteidiger in der Saison 1977/78 zum ersten und einzigen Mal in seiner Laufbahn die Finnische Meisterschaft. In den beiden folgenden Spielzeiten scheiterte er jeweils mit seiner Mannschaft in den Playoff-Finalspielen. Während seiner Zeit bei Ässät Pori war der Nationalspieler im NHL Amateur Draft 1975 in der achten Runde als insgesamt 139. Spieler von den Pittsburgh Penguins ausgewählt worden, für die er allerdings nie spielte. 
Am 8. Juli 1981 unterschrieb Levo als Free Agent einen Vertrag bei den Colorado Rockies, für die er in der Saison 1981/82 sein Debüt in der National Hockey League gab. Dabei erzielte er in seinem Rookiejahr in 34 Spielen neun Tore und gab 13 Vorlagen. Als das Team im Anschluss an diese Spielzeit nach New Jersey umgesiedelt wurde, blieb der Finne im Franchise und war in der Saison 1982/83 einziger europäischer Stammspieler bei den neugegründeten New Jersey Devils. Von 1983 bis 1992 stand der Olympiateilnehmer von 1980 erneut bei Ässät Pori unter Vertrag, mit dem er in der Saison 1983/84 im Playoff-Finale Tappara Tampere unterlag. In der Saison 1989/90 gelang ihm mit seiner Mannschaft der direkte Wiederaufstieg aus der zweitklassigen I divisioona nach dem Abstieg im Vorjahr. Seine Karriere beendete der ehemalige NHL-Spieler im Alter von 37 Jahren im Anschluss an die Saison 1992/93, in der er bei JHT Kalajoki aus der I divisioona und HPK Hämeenlinna unter Vertrag gestanden hatte. Mit HPK unterlag er zudem TPS Turku im Playoff-Finale.

### International
Für Finnland nahm Levo an den Weltmeisterschaften 1976, 1978, 1981, 1982, 1983 teil. Des Weiteren stand er im Aufgebot Finnlands bei den Olympischen Winterspielen 1980 in Lake Placid.

## Erfolge und Auszeichnungen
| - 1978 Finnischer Meister mit Ässät Pori - 1979 Finnischer Vizemeister mit Ässät Pori - 1980 Finnischer Vizemeister mit Ässät Pori - 1984 Finnischer Vizemeister mit Ässät Pori - 1984 Bester Verteidiger der SM-liiga - 1984 Lynces Academici Defenceman Award | - 1984 SM-liiga All-Star-Team - 1985 Bester Verteidiger der SM-liiga - 1985 Schlüsselspieler der SM-liiga - 1985 SM-liiga All-Star-Team - 1990 Aufstieg in die SM-liiga mit Ässät Pori - 1993 Finnischer Vizemeister mit HPK Hämeenlinna |